# وایکینگ‌های گمشده ۲
«وایکینگ‌های گمشده ۲» (انگلیسی: The Lost Vikings 2) یک بازی ویدئویی است که توسط بلیزارد انترتینمنت و اینترپلی اینترتینمنت و در سال ۱۹۸۲ و در پلت‌فرم‌های سوپر نینتندو، پلی‌استیشن، و داس منتشر شده‌است. این بازی دنبالهٔ بازی وایکینگ‌های گمشده است که با همان شخصیت‌های قبلی به اضافهٔ دو شخصیت جدید به نام فنگ و اسکروچ، منتشر شده. هر چند برای جلوگیری از پیچیده شدن بازی، بازیکن تنها می‌تواند کنترل ۳ شخصیت را در هر سطح بر عهده بگیرد. گیم‌پلی بازی تقریباً مانند عنوان قبلی بود هر چند که بعضی از قابلیت‌های شخصیت‌ها، تقیر کرده بود.
وایکینگ‌های گمشده ۲ آخرین بازی بلیزارد بود که بخشی از سری بازی‌های پرچمدار این شرکت، یعنی (دیابلو،  وارکرفت و  استارکرافت)، تا پرده برداری از بازی  اُورواچ  در نوامبر ۲۰۱۴، نبود.

## داستان
پس از فرار اریک، اولاف، و بالئوگ از تومِیتور در وایکینگ‌های گمشده، آن‌ها به خوبی و خوشی زندگی وایکینگی خود را گذراندند. سپس یک روز، در هنگام بازگشت به خانه از ماهیگیری، وایکینگها دوباره توسط تومیتور دستگیر شدند. تومیتور سپس به یک نگهبان ربات دستور می‌دهد آن‌ها را به میدان ببرد، که در این هنگام یک نقص در ربات اتفاق می‌افتد و همه جا خاموش می‌شود. در طول خاموشی، سه وایکینگ با از بین بردن قطعه به قطعه ربات و پوشیدن آن بر بدن خود، توانایی‌های جدیدی پیدا می‌کنند. سپس طی اتفاقاتی این سه وایکینگ و یک گرگ به نام فنگ و یک اژدها به نام اسکروچ باید راه خود را به خانه بیابند.

## گرافیک و صدا

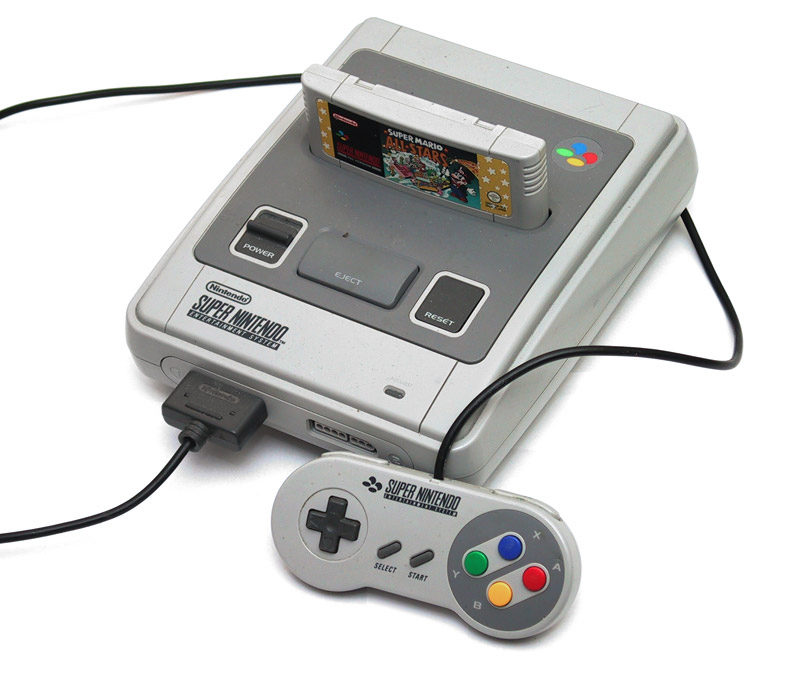
کنسول سوپر نینتندو

این دنباله در اصل برای کنسول سوپر نینتندو در سال 1997، پنج سال پس از اولین بازی این سری، توسعه داده شد. فناوری مورد استفاده همانند به نسخه قبلی، با گرافیک دوبعدی کارتونی و صدا و موسیقی ۱۶ بیتی بود.